# Kwita Izina Cycling Tour
Le Kwita Izina Cycling Tour est une épreuve cycliste créée en 2009. Elle fait partie de l'UCI Africa Tour en catégorie 2.2 depuis 2011. Elle se déroule sous la forme d'une course à étapes, mais n'a plus été organisé depuis 2012.

## Palmarès depuis 2009
| Année | Vainqueur            | Deuxième         | Troisième          |
| ----- | -------------------- | ---------------- | ------------------ |
| 2009  | Abraham Ruhumuriza   | -                | -                  |
| 2010  | Abraham Ruhumuriza   | -                | -                  |
| 2011  | Daniel Teklehaymanot | Fregalsi Debesay | Adil Jelloul       |
| 2012  | Abraham Ruhumuriza   | Azzedine Lagab   | Joseph Biziyaremye |